# Quié
Quié település Franciaországban, Ariège megyében. Lakosainak száma 298 fő (2022. január 1.). Quié Alliat, Génat és Tarascon-sur-Ariège községekkel határos.

## Népesség
A település népességének változása:
| Lakosok száma | 382  | 411  | 387  | 345  | 293  | 302  | 302  | 297  | 295  | 298  |
|               | 1968 | 1982 | 1990 | 2006 | 2013 | 2015 | 2017 | 2019 | 2020 | 2022 |